# Ma dar behesht
Ma dar behesht è un film del 2015 diretto da Sina Ataeian Dena.